# Асен Йонов
Асен Димитров Йонов е български офицер, полковник.

## Биография
Роден е на 25 септември 1897 година в Русе. През 1919 година завършва Военното училище в София. Служи в Лейбгвардейския конен полк и 9-а жандармерийска конна група. От 1928 г. е в 9-а конна група, където остава до 1932 г., когато е преместен в първи конен полк. От 1935 г. служи в десети конен полк. От 1944 година е назначен за командир на първа конна бригада, с която участва в първата фаза на българското участие във Втората световна война. Същата година е назначен в щаба на първа армия. От 1946 година е командир на първа бронирана бригада. Пак тогава изпълнява временно длъжността командир на конната дивизия. Уволнен е през 1946 година и 1947 г.

## Военни звания
- Подпоручик (1919)
- Поручик (30 януари 1923)
- Капитан (15 юни 1928)
- Майор (3 октомври 1935)
- Подполковник (3 октомври 1939)
- Полковник (14 септември 1943)